# 雷赫塔 (赫梅利尼茨基州)

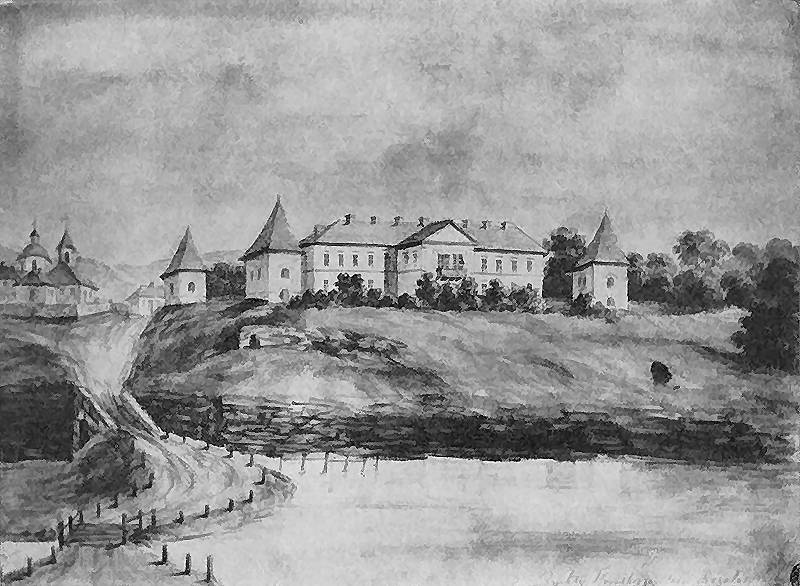

雷赫塔（羅馬化：Rykhta）是烏克蘭的村落，位於該國西部赫梅利尼茨基州，由卡緬涅茨-波多利斯基區負責管轄，面積2.17平方公里，2001年人口885，人口密度每平方公里408.4人。
48°38′40″N 26°25′14″E / 48.64444°N 26.42056°E